# Ajmak dzawchański
Ajmak dzawchański (mong. Завхан аймаг) – jeden z 21 ajmaków w Mongolii, znajdujący się w północno-zachodniej części państwa. Stolicą ajmaku jest Uliastaj, znajdujący się w odległości 1115 km na zachód od stolicy państwa - Ułan Bator.
Utworzony w 1931 roku ajmak swoją nazwę zawdzięcza rzece Dzawchan. Obejmuje powierzchnię 82,500 km² i dzieli się na 24 somony. Od północy graniczy z Rosją. Gospodarka oparta głównie na przemyśle drzewnym i produkcji cegieł. W rolnictwie hodowla zwierząt i uprawa warzyw, głównie ziemniaka. Pomimo prób, zrezygnowano z wprowadzenia uprawy zbóż.
Liczba ludności w poszczególnych latach:
| 1979   | 1989   | 2000   | 2010   |
| ------ | ------ | ------ | ------ |
| 80 000 | 88 500 | 89 999 | 64 924 |

## Somony
Ajmak dzawchański dzieli się na 24 somony:
| - Aldarchan - Asgat - Bajanchajrchan - Bajantes - Cagaanchajrchan - Cagaanczuluut - Cecen-Uul - Dörwöldżin | - Dzawchanmandal - Erdenchajrchan - Ich-Uul - Ider - Jaruu - Nömrög - Otgon - Santmargac | - Songino - Szilüüstej - Telmen - Tes - Tosoncengel - Tüdewtej - Urgamal - Uliastaj |